# Monapia tandil
Monapia tandil är en spindelart som beskrevs av Ramírez 1999. Monapia tandil ingår i släktet Monapia och familjen spökspindlar. Inga underarter finns listade i Catalogue of Life.